# MLB 2K系列
MLB 2K是以美國職業棒球大聯盟为主题的一系列棒球游戏， 由2K Sports 發行, 在2005年3月推出《MLB 2K5》之後，一直到2013年，每年在大聯盟開季前都會推出新作品。2014年， 2K Sports宣布，該系列將不再推出最新作， 因此，《MLB 2K13》也成為該系列最後一款作品。

## R.B.I. Baseball系列取代MLB 2K系列
2014年，美國職棒大聯盟宣布，將於2014年春天推出《R.B.I. Baseball 14》，來取代已經吹熄燈號的《MLB 2K》系列。讓棒球迷的玩家擁有更多選擇。到目前為止，該系列仍在繼續推出作品。該系列在Xbox One、PlayStation 4、Windows、iOS和Android平台上推出。

## 遊戲作品列表
| 游戏名称 | 发行时间     |
| -------- | ------------ |
| MLB 2K5  | 2005年3月    |
| MLB 2K6  | 2006年3月    |
| MLB 2K7  | 2007年3月    |
| MLB 2K8  | 2008年3月    |
| MLB 2K9  | 2009年3月    |
| MLB 2K10 | 2010年3月    |
| MLB 2K11 | 2011年3月    |
| MLB 2K12 | 2012年3月6日 |
| MLB 2K13 | 2013年3月5日 |